# جشن هاچی‌اوجی

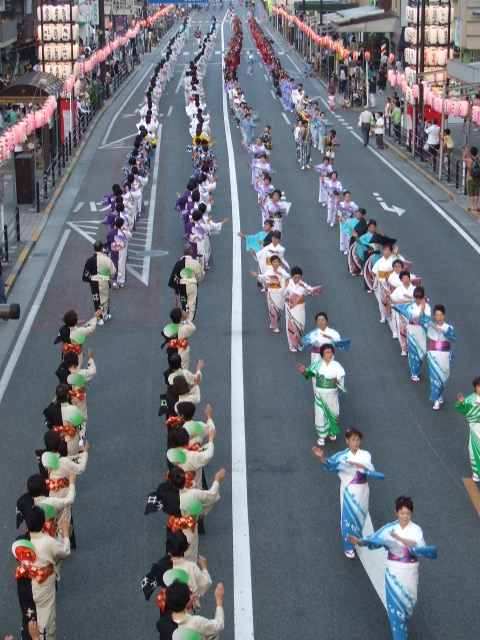
جشن هاچی‌اوجی.

جشن هاچیئوجی یا هاچی‌اُوجی ماتسوری (به ژاپنی: 八王子まつり) جشنی است که در منطقهٔ هاچی‌ئوجی در توکیو پایتخت ژاپن هر ساله در اولین جمعه ماه اوت به مدت سه روز برپا می‌شود. اولین سال برپایی این جشن در سال ۱۹۶۱ میلادی بود و در سال ۲۰۰۳ میلادی توانست جایزهٔ بزرگ جشن‌های هنری سنتی ژاپن را به دست بیاورد. رقص سنتی و دسته‌جمعی ژاپنی که به نام 
بن اودوری معروف است، از برنامه‌های اصلی در طی برپایی جشن است.